# Thurnham (Kent)
Thurnham – wieś w Anglii, w hrabstwie Kent, w dystrykcie Maidstone. Leży 5 km na północny wschód od miasta Maidstone i 56 km na południowy wschód od centrum Londynu. W 2001 miejscowość liczyła 1085 mieszkańców.